# Moje skrzydła
Moje skrzydła – debiutancki album Mai Kraft, ukazał się 16 października 2000. Pochodzą z niego takie utwory jak Moje skrzydła, Twoja magia czy Mój karnawał.

## Utwory
1. Moje skrzydła 3:28
2. Twoja magia 3:20
3. Nauczyłam się kochać 3:35
4. Mój karnawał* 3:47
5. Nie przestanę 3:34
6. Dwie pory roku 4:24
7. Zatrzymam ten dzień^ 4:45
8. Między nocą a dniem 3:15
9. Coś o tobie 4:41
10. Londyn, Paryż, Rzym 5:07
11. Tylko wiatr 4:46
12. Twoja magia (Extended Version) 4:49

- Wersja wydana na albumie nie zawiera wokali Bartka Wrony, wersja użyta w teledysku została skrócona i dograno do niej wokale Wrony.

^ Wydano również wersję skróconą tego utworu z innym wstępem i usuniętymi przerwami instrumentalnymi.
- Muzyka: Sławomir Sokołowski, Marek Kościkiewicz i Wojtek Wójcicki[1]
- Teksty: Aldona Dąbrowska, Karol Kus i Adam Marat[1]

## Single
- 2000: Moje skrzydła
- 2000: Twoja magia
- 2001: Mój karnawał (duet z Bartkiem Wroną)